# Daishiro Yoshimura
Daishiro Yoshimura (吉村 大志郎 Yoshimura Daishirō?,  16 de agosto de 1947 en São Paulo, São Paulo, Brasil - 1 de noviembre de 2003 en Amagasaki, Hyōgo) fue un futbolista japonés que se desempeñaba como centrocampista.
Yoshimura jugó 46 veces y marcó 7 goles para la Selección de fútbol de Japón entre 1970 y 1976. Fue elegido para integrar la selección nacional de Japón para los Juegos Asiáticos de 1974.

## Trayectoria

### Clubes
| Club          | País  | Año         |
| ------------- | ----- | ----------- |
| Yanmar Diesel | Japón | 1967 - 1980 |

### Selección nacional
| Selección | País  | Año         |
| --------- | ----- | ----------- |
| Absoluta  | Japón | 1970 - 1976 |

## Estadística de equipo nacional
| Selección de Japón | Selección de Japón | Selección de Japón |
| Año                | Part.              | Goles              |
| ------------------ | ------------------ | ------------------ |
| 1970               | 4                  | 1                  |
| 1971               | 6                  | 2                  |
| 1972               | 8                  | 1                  |
| 1973               | 3                  | 0                  |
| 1974               | 7                  | 2                  |
| 1975               | 6                  | 1                  |
| 1976               | 12                 | 0                  |
| Total              | 46                 | 7                  |

## Palmarés

### Títulos nacionales
| Título              | Club          | País  | Año  |
| ------------------- | ------------- | ----- | ---- |
| Copa del Emperador  | Yanmar Diesel | Japón | 1968 |
| Copa del Emperador  | Yanmar Diesel | Japón | 1970 |
| Japan Soccer League | Yanmar Diesel | Japón | 1971 |
| Japan Soccer League | Yanmar Diesel | Japón | 1974 |
| Copa del Emperador  | Yanmar Diesel | Japón | 1974 |
| Japan Soccer League | Yanmar Diesel | Japón | 1975 |
| Japan Soccer League | Yanmar Diesel | Japón | 1980 |

### Distinciones individuales
| Distinción                                      | Año  |
| ----------------------------------------------- | ---- |
| Japan Soccer League Best XI                     | 1970 |
| Japan Soccer League Best XI                     | 1971 |
| Japan Soccer League Best XI                     | 1972 |
| Japan Soccer League Best XI                     | 1975 |
| Inducido al Salón de la Fama del fútbol japonés | 2010 |